# Kajša Atahanova
Kajša Atahanova, kazaška biologinja, * 18. julij 1957, Karaganda, Kazahstan
Atahanova se je specializirala za genetske učinke jedrskega sevanja. Zaradi svojega aktivizma je leta 2005 prejela za vodenje kampanje za preprečevanje komercialnega uvoza jedrskih odpadkov v Kazahstan mednarodno nagrado Goldman Environmental Prize.
Atahanova je ustanoviteljica in nekdanja vodja Karagandskega ekološkega centra (znanega kot EcoCenter).

## Zgodnje življenje
Atahanova se je rodila v Karagandi v Kazahstanu. Njen oče je bil rudar v premogovniku in se je boril v drugi svetovni vojni. Ko je odraščala, je bila rada v naravi, zelo so jo zanimale živali, kar jo je vodilo v študij biologije in postala je okoljska aktivistka.
Učinki sevanja so prizadeli njeno družino, saj so starši in sestra umrli zaradi raka. Tudi njen edini brat ima postavljeno diagnozo rak.

## Kariera in raziskave
Po diplomi iz biologije na Karagandski državni univerzi je Atahanova začela z okoljskimi in biološkimi raziskavami. Ker so jo zanimali učinki jedrskih odpadkov v Kazahstanu, se je specializirala za genetske učinke jedrskega sevanja na dvoživkah, z glavnim poudarkom na žabah.
Raziskovala je na Testnem poligonu Semiplatinsk, znanem tudi kot poligon na katerem so testirali sovjetsko jedrsko orožje. S to raziskavo je lahko preučila učinke sevanja na ljudeh in živalih, ki so bili neposredno prizadeti.
Leta 1992 je ustanovila Karagandski ekološki center (EcoCenter), ki ji je omogočil neposredno sodelovanje z ljudmi, ki so bili izpostavljeni sevanju. Namen centra je bil obveščanje ljudi o tem, kako lahko izpostavljenost sevanju vpliva na njihove življenjske razmere. Preko EkoCentra je Atahanova vodila uspešno kampanjo za preprečevanje komercialnega uvoza in odstranjevanja jedrskih odpadkov v Kazahstanu.

## Osebni dosežki
Atahanova je ustanoviteljica Karagandskega ekološkega centra (EcoCenter), ki se osredotoča na varstvo okolja in rast množičnega okoljskega gibanja v Kazahstanu. Je tudi ustanovna članica združenja Women Earth Alliance (WEA), ki si prizadeva opolnomočiti ženske in jih opremiti s spretnostmi in orodji, potrebnimi za zaščito zemlje. Atahanova je pomagala razviti nacionalno mrežo več kot 100 aktivističnih skupin.

## Nagrade
- prejemnica nagrade Goldman Environmental Prize 2005.[1]